# Yautja
Gli Yautja (ia-ù-cia), detti anche Predator, sono una specie immaginaria extraterrestre presente come principale antagonista nella serie di film Predator, oltre che di numerosi crossover (come nella serie Alien vs. Predator) e di diversi fumetti e videogiochi, creati da Jim e John Thomas.
Gli Yautja sono delineati come una specie umanoide intenta nel cacciare altre forme di vita ostili. Gli Yautja sono dotati di una tecnologia avanzata, che include il mimetismo attivo, le armi da fuoco energetiche e la tecnologia spaziale.
Hanno riscosso successo di critica e di pubblico, divenendo nel tempo una nota icona cinematografica. Il sito WatchMojo.com li pone al terzo posto sia nella lista dei dieci alieni cinematografici più spaventosi, sia in quella delle dieci razze aliene meglio riuscite, mentre la comunità scientifica ha nominato, in onore della specie, il ragno oonopide, Predatoroonops yautja.

## Caratterizzazione

### Biologia
Nei film gli Yautja sono rappresentati come degli umanoidi alti dai 2,1 metri fino a 2,4 metri, con sangue bioluminescente di colore verde acceso, tinta che rimanda al colore di un lime e alla parte verde dell'avocado. La loro pelle è rugosa, simile a quella dei rettili. Una delle loro caratteristiche sono quattro protuberanze poste intorno alla bocca, unite su ciascun lato del volto da una membrana di pelle, articolate apparentemente da più ossa, che ricordano vagamente le mandibole esterne dell'apparato boccale dei granchi o degli scorpioni. Un altro particolare dello Yautja è costituito da una serie di appendici flessibili, simili a dreadlocks, disposti a formare un semicerchio che parte dai lobi del cranio e che passa sulla parte posteriore dello stesso, lasciandone scoperta la sommità. Gli Yautja sono molto resistenti, essendo capaci di sopravvivere a traumi balistici e dosaggi di radiazione che risulterebbero letali per gli esseri umani. Sono fisicamente molto più forti degli umani, potendo facilmente battere un uomo addestrato di più di 100 chili e sollevarlo con estrema facilità con una mano, disossare altri esseri con estrema facilità mediante gli arti superiori dotati di affilatissimi artigli,, spaccare cemento solido con le mani, sfondare paratie metalliche e contenere come visto in Alien vs. Predator 2, due Xenomorfi. Sono molto agili ed anche degli esperti arrampicatori, capaci di scalare gli alberi e gli edifici durante un inseguimento. Sebbene resistano alle temperature antartiche per lunghi periodi, è suggerito che abbiano una preferenza per i climi equatoriali. Il loro sistema di respirazione non è specificato in nessuno dei film riguardanti questa specie, ma in Predator 2, lo Yautja perde il proprio casco e lo si vede usare un oggetto, simile ai respiratori artificiali terrestri, con cui respira. Il film inoltre rivela che la specie è carnivora.
Nella pellicola Prey, l'antagonista è un esemplare più primitivo degli Yautja, un Feral Predator, il quale presenta una fronte più sporgente e pronunciata, dreadlock più sottili e un teschio come maschera. Questa versione all'inizio caccia animali, predatori come serpenti, lupi o orsi come trofei di caccia, per poi spostare il suo interesse verso gli umani, o almeno quelli che reputa degni di interesse e capaci di difendersi.
I vari adattamenti a fumetto e romanzo approfondiscono la biologia della specie, sebbene spesso in modo contraddittorio: nel romanzo Aliens vs. Predator: Prey di Steve Perry gli Yautja vengono rappresentati come una specie sessualmente dimorfica con femmine colossali, mentre in Predator: Forever Midnight di John Shirley sono ermafroditi dotati di una ghiandola che li fa entrare in uno stato di furia scatenata. Altre storie sostengono che lo Yautja respiri un'aria simile alla nostra atmosfera, ma più ricca di azoto. Nel romanzo ufficiale tratto dal primo film abbiamo invece una versione molto differente da quella mostrata successivamente nei film e nelle opere legate al franchise: l'alieno è difatti descritto come un umanoide alto, dalla pelle squamosa e di colore rosso e tre dita armate di artigli alle mani e ai piedi. Inoltre possiede capacità metamorfiche che gli permettono di tramutarsi in qualunque creatura terrestre (a eccezione degli umani) tramite contatto fisico, assumere una forma incorporea simile al vento e di mutare colore in maniera naturale (senza quindi ricorrere ad apparecchiature tecnologiche).

### Armi e strumenti
Gli Yautja sono una razza dedita alla caccia, dotati di un arsenale vastissimo: usano lance telescopiche, archi, shuriken, dischi affilati telecomandati a distanza, lancia reti, spade, fruste ricavate da code di Xenomorfi, vari tipi di lame retrattili, assieme ad armi da fuoco come cannoni al plasma, detti anche plasmacaster, che possono essere usati o in posizione fissa sulle loro spalle o manualmente, o esplosivi a movimento che si possono attaccare ai muri o ad altre pareti. Possono anche sovraccaricare il loro bracciale con cui attivano diverse funzioni, fino a farlo detonare con estrema potenza distruttiva. Fanno questo a causa di un rigido codice di caccia e di onore, infatti, se vengono sconfitti da un qualunque essere vivente attivano la detonazione del bracciale per eliminare non solo il proprio corpo, quindi il disonore subito, ma anche la loro tecnologia, così da non lasciarne traccia. La maschera che sono soliti indossare ha incorporato un puntatore laser e si attiva automaticamente se viene colpita, come spiegato in The Predator. Altra particolarità è costituita dall'apparato visivo incluso nella maschera, che fornisce vari metodi visivi, incluso l'infrarosso dello spettro elettromagnetico e l'ultravioletto. Sono soliti coprirsi con armature metalliche estremamente resistenti, ma che coprono solo una piccola parte del torace, di solito la parte sinistra del petto, dove si aggancia allo spallaccio metallico e al cannone al plasma, che facilitano i movimenti del cacciatore, le armature sono anche dotate di meccanismi elettronici che rendono invisibili gli Yautja. In Prey ci viene mostrato un armamentario simile ma meno avanzata del classico predator che conosciamo, come una balestra futuristica, con un sistema di puntamento identico a quello dei Yautja più conosciuti, con il quale dirige i dardi, uno scudo affilato, e una bracciale con una serie di esplosivi che sono meno potenti di quello classico.

### Società
La società degli Yautja è basata su un modello tribale o comunque fortemente gerarchico, presumibilmente dedito a valori quali l'onore, il combattimento e lo sprezzo del pericolo, che prevede dei riti di passaggio durante i quali i giovani devono dimostrare di possedere tali caratteristiche. Gli Yautja sono naturalmente dediti alla caccia, presumibilmente come mezzo attraverso il quale dimostrare le proprie virtù, e, tra le loro prede preferite ci sono senza dubbio gli umani e gli Xenomorfi. In Aliens vs. Predator 2 sono inoltre mostrati chiaramente in mezzo a una sala di trofei dei crani di Triceratops e di Tyrannosaurus, facendoci intuire che le origini degli Yautja siano antichissime, in quanto essi avrebbero già visitato e cacciato sulla terra più di 65 milioni di anni fa, nell'epoca in cui questi mastodontici rettili dominavano il pianeta.
L'origine evolutiva della specie viene esplorata nel fumetto, Predator: Homeworld, in cui viene ipotizzato che le incursioni sulla Terra da parte degli Yautja siano infatti pellegrinaggi al loro vecchio pianeta d'origine, e che si fossero evoluti da terapsidi primitivi portati via dalla Terra da una razza aliena sconosciuta.
Gli Yautja sono fortemente legati all'onore e rispettano chiunque si sia dimostrato un degno avversario o alleato, non soltanto risparmiandone la vita, ma anche offrendo loro un premio che ritengono molto significativo: per esempio in Predator 2 gli anziani donano a Mike Harrigan una pistola a pietra focaia, probabile loro antico trofeo, o in Alien vs. Predator dove ad Alexa Woods viene donata una potente lancia telescopica Yautja, probabile premio che sarebbe spettato al novizio uscito vittorioso dalla prova.
In un'intervista con Collider, il regista Shane Black propose la suddivisione di due classi di Yautja; quelli dediti alla caccia e all'ornamentazione tribale visti nei film e quelli che producono tecnologia avanzata. È questa seconda classe che, secondo Black, funge da intermediario nei conflitti tribali della classe guerriera.
Le differenze culturali furono approfondite da Shane Black, che descrisse come l'Upgrade Predator fosse una creazione di una fazione di Yautja stanca delle ripetute sconfitte subite sulla Terra e, senza scrupolo di barare, diede alla loro creazione i tratti degli organismi più feroci mai cacciati.

## Concezione e sviluppo
Nei mesi successivi alla distribuzione di Rocky IV girava la voce scherzosa che Rocky Balboa, non avendo più degni avversari terrestri, nel quinto film si sarebbe dovuto scontrare con un nemico alieno. Gli sceneggiatori Jim e John Thomas ne furono ispirati, scrivendo un copione intitolato Hunter, che fu letto dal produttore della 20th Century Fox Joel Silver il quale decise di produrre il film.

### Prototipo
Inizialmente il personaggio venne concepito come una creatura molto diversa dalla versione definitiva apparsa nel film. Sebbene fosse stato sempre descritto come umanoide, il suo aspetto mutò notevolmente, contemporaneamente alle modifiche apportate alla sceneggiatura. Un precedente abbozzo lo descrive con un volto quasi umano, con una pelle semitrasparente con vene verdastre visibili. Un secondo abbozzo invece lo rappresenta come un essere mutaforma che caccia gli umani per studiarli, uno scenario successivamente utilizzato nell'adattamento a romanzo del film.
Il primo costume venne fabbricato da un team di artisti dei Boss Studios, sotto la supervisione di Steve Johnson. Questo costume aveva le sembianze di un insetto, collo lungo, faccia canina ed enormi occhi gialli. La pelle era ricoperta di sfumature bizzarre, mentre sulle gambe vennero installate estensioni lunghe 30 cm che gli conferivano un aspetto da fauno. Il costume fu indossato da Jean-Claude Van Damme, la cui abilità nelle arti marziali avrebbe conferito al mostro una agilità sovrumana. Il costume si rivelò inadatto, in quanto Van Damme non poteva piegarsi, mentre le gambe, troppo lunghe, nella fitta giungla, non funzionavano bene. Inoltre, Van Damme fu giudicato troppo magro in confronto ad Arnold Schwarzenegger, Carl Weathers e Jesse Ventura . Di conseguenza, Van Damme venne licenziato ed il film fu rimandato di sei mesi al fine di individuare un design alternativo per la creatura.

### Redesign di Stan Winston
Con il fallimento del costume dei Boss Studios, la responsabilità di creare un nuovo mostro alieno cadde su Stan Winston, su suggerimento di Arnold Schwarzenegger che aveva lavorato con lui in Terminator. Winston fu ispirato dalla sceneggiatura, vedendo la creatura omonima come un vero personaggio invece che un semplice mostro. Il suo design fu in gran parte ispirato da un dipinto di un guerriero dai tratti rastafariani, opera di Alan Munro. Il regista James Cameron gli suggerì inoltre di incorporare delle mandibole da insetto.
Il nuovo costume fu reso molto più semplice rispetto al progetto del Boss Studios, costume che consentiva quindi, all'attore che lo indossava, più libertà nei movimenti. L'attore assunto per il ruolo fu Kevin Peter Hall, alto più di due metri e perciò in grado di sopraffare gli attori con cui si sarebbe dovuto scontrare. Inizialmente il design includeva estensioni meccaniche sulle dita, ma erano difficili da utilizzare e pertanto furono scartate. I dettagli del costume, gli ornamenti, le collane di teschi, la tuta a rete ecc. furono aggiunte al fine di nasconderne i difetti. Ci vollero otto settimane per disegnare e fabbricare il costume prima della conclusione delle riprese nel gennaio-febbraio 1987. Winston lo considerò una delle sue creazioni preferite e dichiarò di essere fiero che sia diventata poi una icona della cultura popolare.
Il sangue luminescente dello Yautja venne prodotto utilizzando un misto di gelatina K-Y e i liquidi presenti nei lightstick. L'effetto mimetico fu opera della R/Greenberg Associates. L'idea venne in un sogno ai fratelli Thomas, gli sceneggiatori del film, nel quale un uomo metallico si trovava in una sfera riflettente. Alla fine, la tecnica per realizzare l'effetto fu di ripetere un'immagine delle increspature nella forma del mostro, attraverso mezzi foto-chimici, dato che la CGI non era ancora stata perfezionata. In questo modo, nel film l'immagine camuffata dello Yautja non aveva mai lo stesso aspetto nelle sue varie apparizioni.

### Evoluzione
Nelle loro successive apparizioni, gli Yautja subirono numerose modifiche estetiche. In Predator 2, l'alieno fu rimodellato con un look più urbano, tatuaggi tribali sulla fronte, una pelle di colore più intenso e un numero elevato di zanne. La testa fu inoltre modificata con una gola articolata per le scene in cui la creatura parla. Il film rappresentò il nuovo Yautja come un esemplare più giovane ed ambizioso dell'alieno precedente, spiegando così la sua scelta della città di Los Angeles come terreno di caccia. Il film introdusse anche il concetto che gli Yautja fossero una civiltà antichissima, e che i comportamenti di caccia erano una caratteristica di tutta la specie. In Alien vs. Predator alle creature fu conferito un aspetto più eroico, teste più piccole, spalle più larghe, corpo più massiccio, denti da piranha sulla mandibola superiore, ed una pelle più secca, per differenziarli dagli Xenomorfi. Anche l'armatura fu resa più estesa e pesante per renderli cacciatori più credibili in ambienti ostici come l'Antartide e per fronteggiare orde di Xenomorfi. In Alien vs. Predator 2 la creatura ritornò a essere smilza come prima. In Predators i cosiddetti "Black Super Predators" furono disegnati più snelli e più alti degli Yautja precedenti, con musi più allungati, un'armatura più stretta e dei dreadlocks posizionati più indietro sulla testa. Gli artisti degli effetti speciali del film usarono come analogia le differenze tra una musicassetta e un iPod per descrivere quelle tra i Super Predator e i loro predecessori. In The Predator, viene introdotto il cosiddetto "Upgrade Predator", che il regista Shane Black descrisse come un guerriero creato appositamente dagli Yautja in risposta alle ripetute morti dei loro campioni sulla Terra per mano degli umani. La creatura fu inoltre descritta come più elegante, leggera e atletica degli Yautja precedenti, che Black commentò sembrassero spesso uomini in tuta da football americano. La creatura viene rappresentata come alta tre metri, pelle nera, spessa e ricoperta di aculei e un'armatura organica chitinosa.
Predator 2 fu il primo film a mostrare l'interno d'una nave Yautja, il cui disegno fu ispirato dall'architettura azteca e maya. Venne utilizzato del ghiaccio secco per simulare l'aspetto umido e caldo dell'interno della nave. Traendo ispirazione da Gli extraterrestri torneranno di Erich von Däniken, Alien vs. Predator introdusse il concetto che gli Yautja hanno influenzato l'architettura di vari popoli antichi, inclusi quelli degli antichi egizi, i khmer e gli aztechi. Alien vs. Predator 2 fu notevole nell'essere il primo film a includere una scena ambientata sul loro pianeta d'origine. Gli artisti coinvolti nel film tentarono di modellare la loro architettura su ciò che si era già visto in Predator 2 e Alien vs. Predator, con l'aggiunta di edifici simili a piramidi capovolte traendo spunto da un centro congressi edificato in Giappone. Inizialmente, il pianeta fu concepito come un mondo urbanizzato con fiumi di magma, ma l'idea venne scartata a favore d'un pianeta più rigoglioso, con templi religiosi e piattaforme d'atterraggio, continuando così il tema di un mondo primitivo in armonia con un mondo tecnologico. Siccome gli Yautja dei film precedenti furono rappresentati con una vista diversa da quella umana, fu deciso di dare al pianeta due soli, creando un effetto cromatico arancione.

### Nome e lingua
Alla specie non venne mai dato un nome definitivo nelle sue apparizioni cinematografiche, sebbene i titoli di testa la descrivano con l'appellativo "Predator". Nel primo film, un personaggio lo descrive come "El diablo que hace trofeos de los hombres", ovvero "il demone che caccia gli uomini per farne trofei". Il termine "Yautja" fece il suo debutto nel romanzo Aliens vs. Predator: Prey di Steve Perry, per poi essere riutilizzato nel videogioco AVP: Evolution. Nel romanzo Predator: Forever Midnight di John Shirley, viene rinominata "Hish-qu-Ten", ovvero "popolo che si impadronisce di territorio".
I vocalizzi della creatura, che consistono di ruggiti, ringhi e ticchettii, furono opera del doppiatore Peter Cullen, che trasse ispirazione dai suoni prodotti dai limuli. Lo scrittore Steve Perry formulò insieme a sua figlia Stephani una lingua artificiale per la specie nel romanzo, Aliens vs. Predator: Prey. Dichiarò che la sua intenzione era di creare una lingua che riflettesse la natura marziale degli Yautja, rendendolo gutturale e aspro, con espletivi foneticamente rintracciabili a imprecazioni inglesi.

## Filmografia
Serie principale
- Predator - (1987)
- Predator 2 - (1990)
- Predators - (2010)
- The Predator - (2018)
- Prey - (2022)
- Predator: Killer dei Killer - (2025)

Serie crossover
- Alien vs. Predator - (2004)
- Aliens vs. Predator 2 - (2007)

## Altri media

### Fumetti e libri
Oltre ai film, gli Yautja appaiono nei romanzi e nei fumetti di Predator, nella serie di romanzi di Aliens vs. Predator e nei videogiochi ispirati alla serie. Oltre agli Xenomorfi (Aliens), in alcuni fumetti gli Yautja si sono scontrati anche con personaggi di altri media franchise come Batman, la Cacciatrice, Superman, il Corpo delle Lanterne Verdi, la Justice League, Tarzan, il Giudice Dredd, il Terminator, Witchblade, Tenebra, Buffy Summers, Wolverine, la Pantera Nera, l'Uomo Ragno, gli X-Men, i Vendicatori (Avengers) e i Fantastici Quattro.

### Cortometraggi
Gli Yautja appaiono anche nel fan film cortometraggio crossover Batman: Dead End.

### Videogiochi
Uno Yautja appare come personaggio utilizzabile nel videogioco picchiaduro Mortal Kombat X, giocabile tramite DLC insieme a uno Xenomorfo (in questa occasione nato dal personaggio Baraka), a Leatherface e a Jason Voorhees. Il Predator in questione uccide il malvagio Dio Anziano Shinnok e gli ruba l'amuleto, studiandolo successivamente nella sua nave e scoprendone i segreti. Grazie all'amuleto il Predator decimò mondi senza sforzo e divenne il sovrano di tutto il creato.
In Tom Clancy's Ghost Recon Wildlands compare una missione giocabile consistente nell'eliminazione di un predator.
In Fortnite: Battle Royale appare come costume per il proprio personaggio e come nemico nel gioco.